# Самый маленький дом в Праге
«Самый маленький дом в Праге» (чеш. Nejmenší dům v Praze) — историческое здание в Праге, находится в Старом городе на улице Анежская, 4. Культурный памятник Чешской Республики
Маленький одноэтажный каменный дом расположен между двумя более высокими зданиями.
Дом был построен в 1853 году по проекту Йозефа Либла в западном конце бывшего переулка, соединявшего улицу Ржасновку с Анежским монастырём. Он был небольшим, имел две комнаты, в 1862 году была пристроена третья. Однако всё здание не сохранилось до наших дней, входная дверь сегодня ведёт в переулок, ведущий к задней части дома. Ширина дома составляет 2,25 метра. Около 40 лет до 1922 года в доме находился публичный дом.